# 格但斯克主城

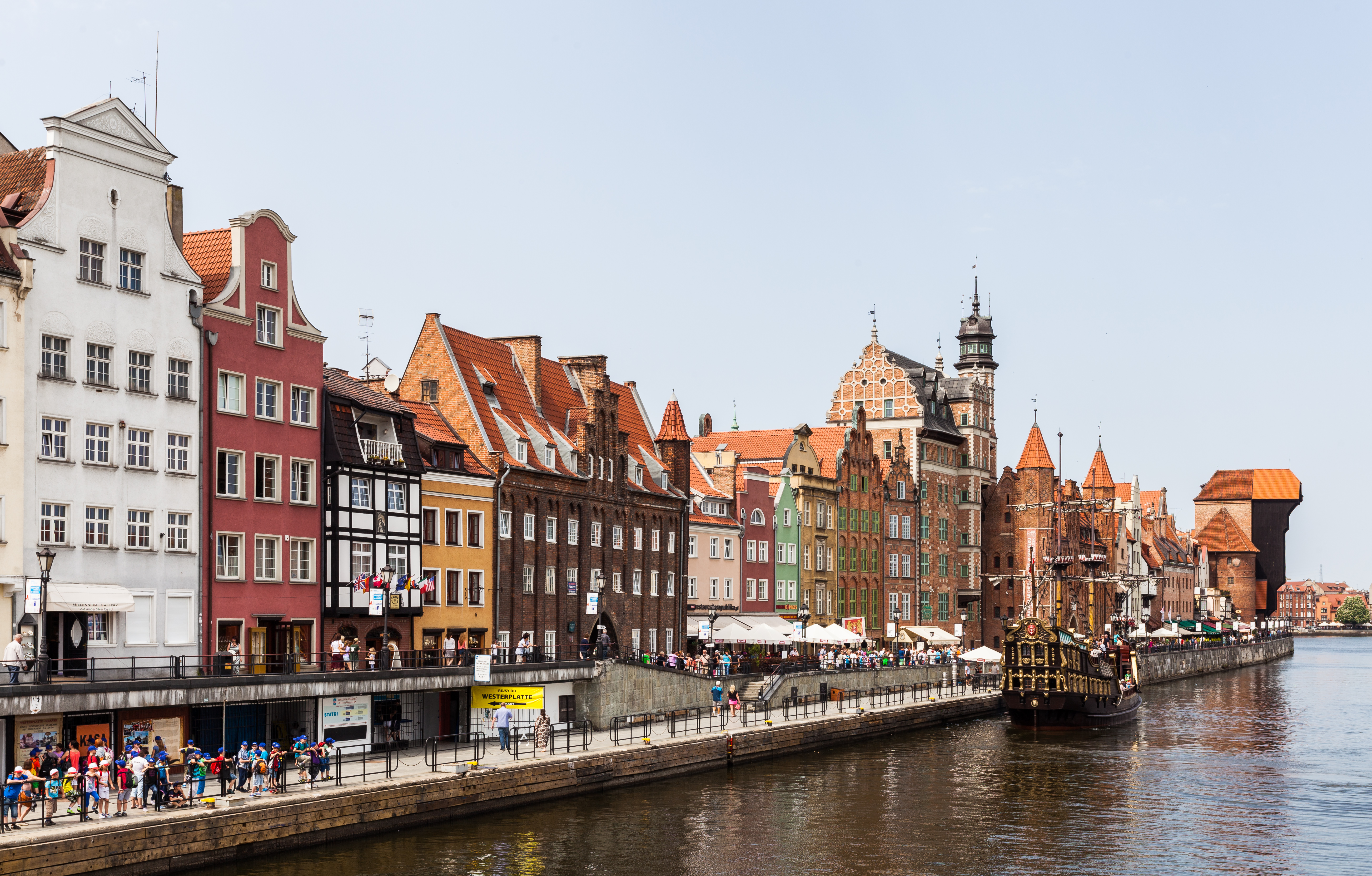
主城从摩特拉瓦河对岸

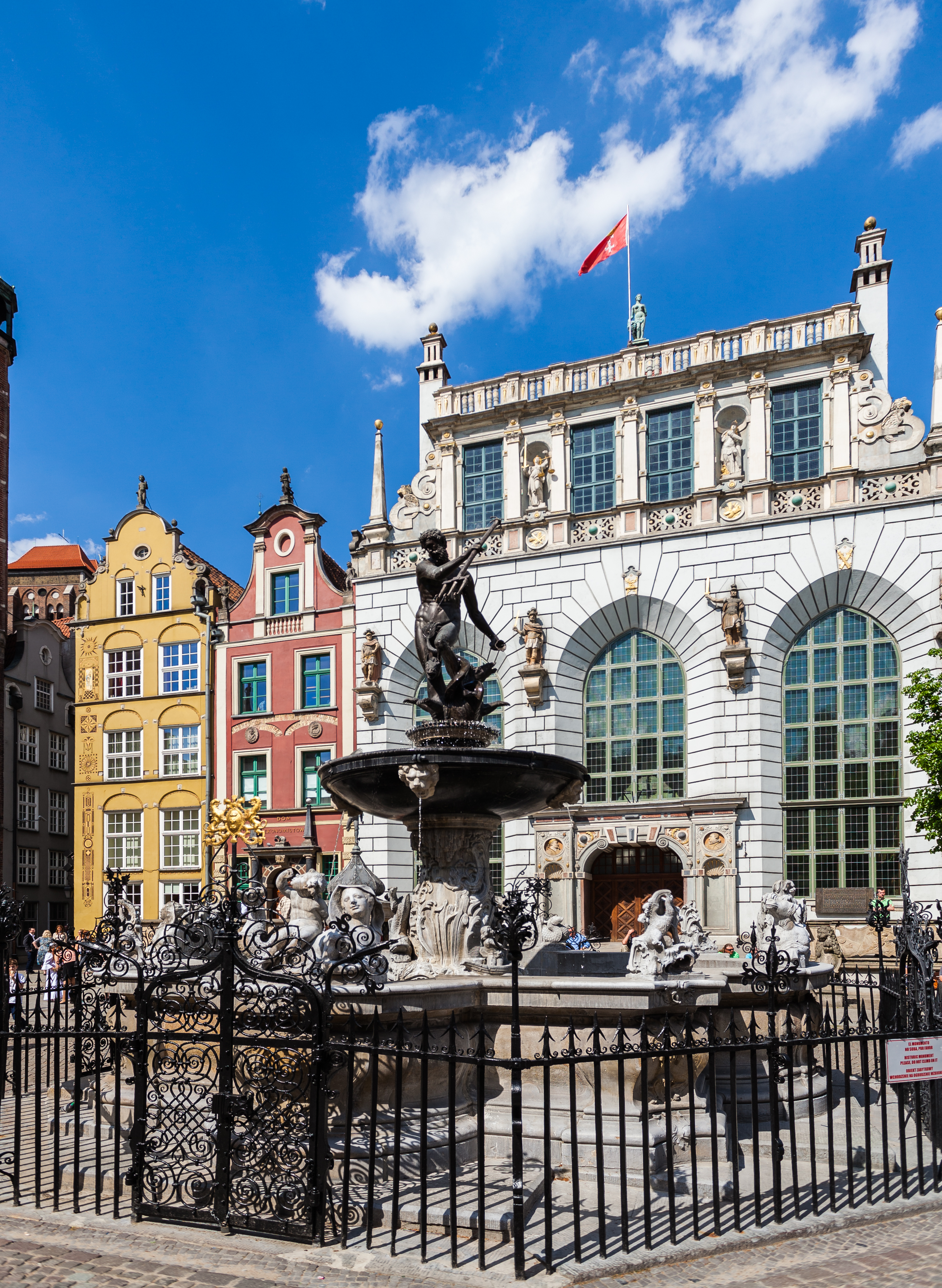
长广场

主城 (波蘭語：Główne Miasto) 是波兰格但斯克的希鲁德梅希切区中心的历史部分。与格但斯克老城和新城不同，该区在第二次世界大战后重建，包括该市一些最著名的历史遗迹，包括圣母升天圣殿、金门、阿特斯法院、格但斯克主城市政厅, 皇家之路、长街和长广场。

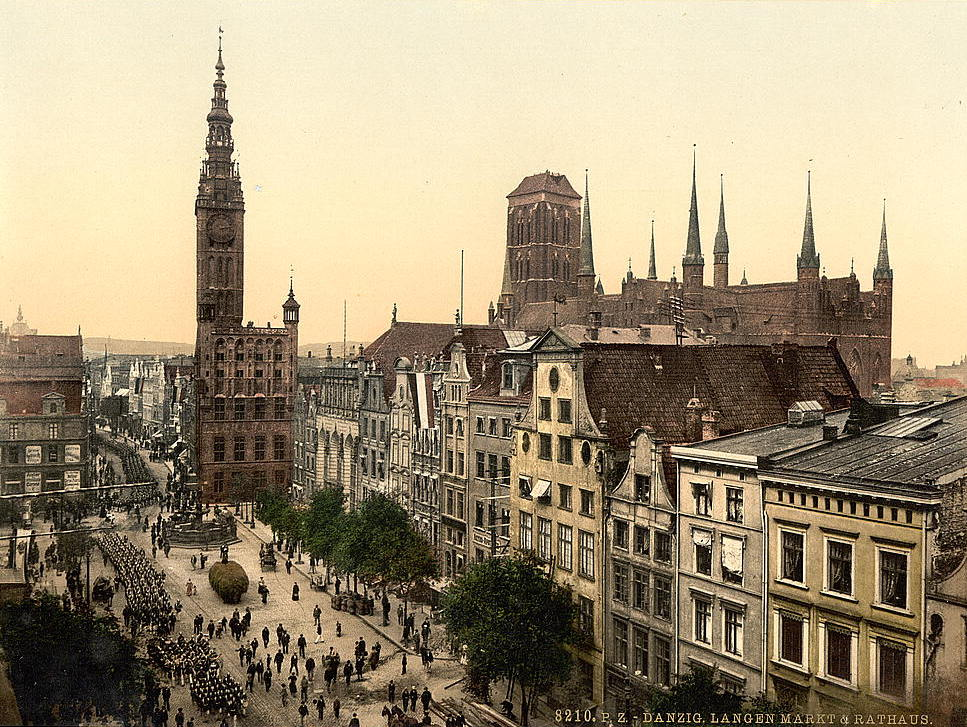
长广场

主城位于摩特拉瓦河西岸，北面是老城，南面是Stare Przedmieście。 。
主城由条顿骑士团建立于1343年，他们于1308年征服了该地区。 它获得库尔姆法的特许，正式成为与附近城市（此后称为老城）分离的定居点，独立统治，直到1457年，波兰国王 卡齐米日四世·雅盖隆契克授予该镇“大特权”，将主城与老城和郊区 Osiek 合并。在19世纪，在这个大部分为中世纪和文艺复兴的城区，建造的许多房屋，都采用了新的哥特复兴式建筑立面，符合德国将这种风格与“德国精神”联系起来的趋势。。。
在第二次世界大战期间，主城经常成为盟军轰炸的目标。在1945年春天的围攻但泽期间和之后，它受到了进一步的破坏。主城共有约90%的建筑被摧毁。尽管遭到严重反对，1949年波兰当局决定重建主城, 及其大部分历史地标。然而，格但斯克并没有重建为二战前的样子，而是将各种地标修复为历史和准历史形式，暗示其文艺复兴的面貌,用以强调格但斯克与波兰的联系，并强调其丰富的多元文化传统，以及佛兰德斯、意大利和法国的影响。此外，波兰建筑师放弃了大部分中世纪城市密集的结构，只是重建了主要街道沿线的主要立面，而附属建筑、第二排和第三排庭院内的房屋则选择了更开阔的开放空间，更符合当代对城市规划的理解。

## 景点
- 格但斯克主城市政厅
- 阿特斯法院
- 海神喷泉
- 格但斯克大軍械庫

### 教堂
- 圣母升天圣殿
- 圣尼各老圣殿

### 城门
- 金门
- 绿门
- 格但斯克起重机